# 극장판 소드 아트 온라인 -프로그레시브-: 짙은 어둠의 스케르초
《극장판 소드 아트 온라인 -프로그레시브-: 짙은 어둠의 스케르초》(Sword Art Online -Progressive-: Scherzo of a Dark Dusk)는 일본에서 제작된 카와노 아야코 감독의 2022년 애니메이션, SF, 액션 영화이다. 토마츠 하루카, 마츠오카 요시츠구 등이 주연으로 출연한다.

## 출연

### 주연
- 마츠오카 요시츠구 - 키리가야 카즈토<키리토>(목소리) 역
- 토마츠 하루카 - 유우키 아스나<아스나>(목소리) 역
- 미나세 이노리 - 미토 목소리 역

### 조연
- 타케타츠 아야나 - 키리가야 스구하<리파>(목소리) 역
- 이토 카나에 - 유이(목소리) 역
- 히다카 리나 - 아야노 케이코<시리카>(목소리) 역
- 타카가키 아야히 - 시노자키 리카<리즈벳>(목소리) 역
- 히라타 히로아키 - 츠보이 료타로<클라인>(목소리) 역
- 야스모토 히로키 - 앤드류 길버트 밀즈<에길>(목소리) 역
- 이자와 시오리 - 아르고 목소리 역
- 세키 토모카즈 - 키바오 목소리 역
- 혼도 카에데 - 리텐 목소리 역
- 나가노 유스케 - 시바타 목소리 역
- 오오츠카 타케오 - 린도 목소리 역
- 타카하시 신야 - 야마타 목소리 역
- 오사카 료타 - 조 목소리 역
- 코바야시 유스케 - 모르테 목소리 역